# Laguinho
Laguinho é um bairro do município brasileiro de Macapá, capital do estado do Amapá. Segundo o censo demográfico de 2022, realizado pelo Instituto Brasileiro de Geografia e Estatística (IBGE), sua população era de 6 396 habitantes e havia 2 023 domicílios particulares permanentes ocupados.
De acordo com o IBGE, em 2010 a população era de 7 930 habitantes e havia 2 063 domicílios particulares.
O local era conhecido como "Poço da Boa Hora" e seu povoamento se deu após o primeiro governador do então Território do Amapá, o capitão Janary Gentil Nunes, transferir os moradores da antiga comunidade negra Vila Santa Engrácia para o lugar, com objetivo de urbanizar a cidade, na década de 1940. Por algum tempo teve a denominação de Julião Ramos, voltando a se chamar Laguinho após um plebiscito. É o principal guardião do marabaixo, dança folclórica de origem africana típica da cidade, sendo sede do Centro de Cultura Negra e de duas escolas de samba (Piratas Estilizados e Boêmios do Laguinho).